# イソメスカリン
イソメスカリン(Isomescaline)または2,3,4-トリメトキシフェネチルアミン(2,3,4-trimethoxyphenethylamine)は、幻覚剤の1つである。メスカリンの同位体、かつチオイソメスカリンのアナログである。アレクサンダー・シュルギンが初めて合成し、著者PiHKALの中で、最小服用量を400 mg、持続時間を未知とした。メスカリンと構造は類似しているものの、イソメスカリンは効果を持たない。薬理学的特性、代謝、毒性については、ほとんどデータがない。